# Синявець Аргирогномон
Синявець Аргирогномон (Plebejus argyrognomon) — вид денних метеликів родини Синявцеві (Lycaenidae).

## Назва
З латинської argyrognomon — срібний покажчик на сонячному годиннику.

## Поширення
Синявець Аргирогномон поширений в помірному поясі Європи та Північній Азії від сходу Франції до Японії. В Україні трапляється локально по всій території.

## Опис

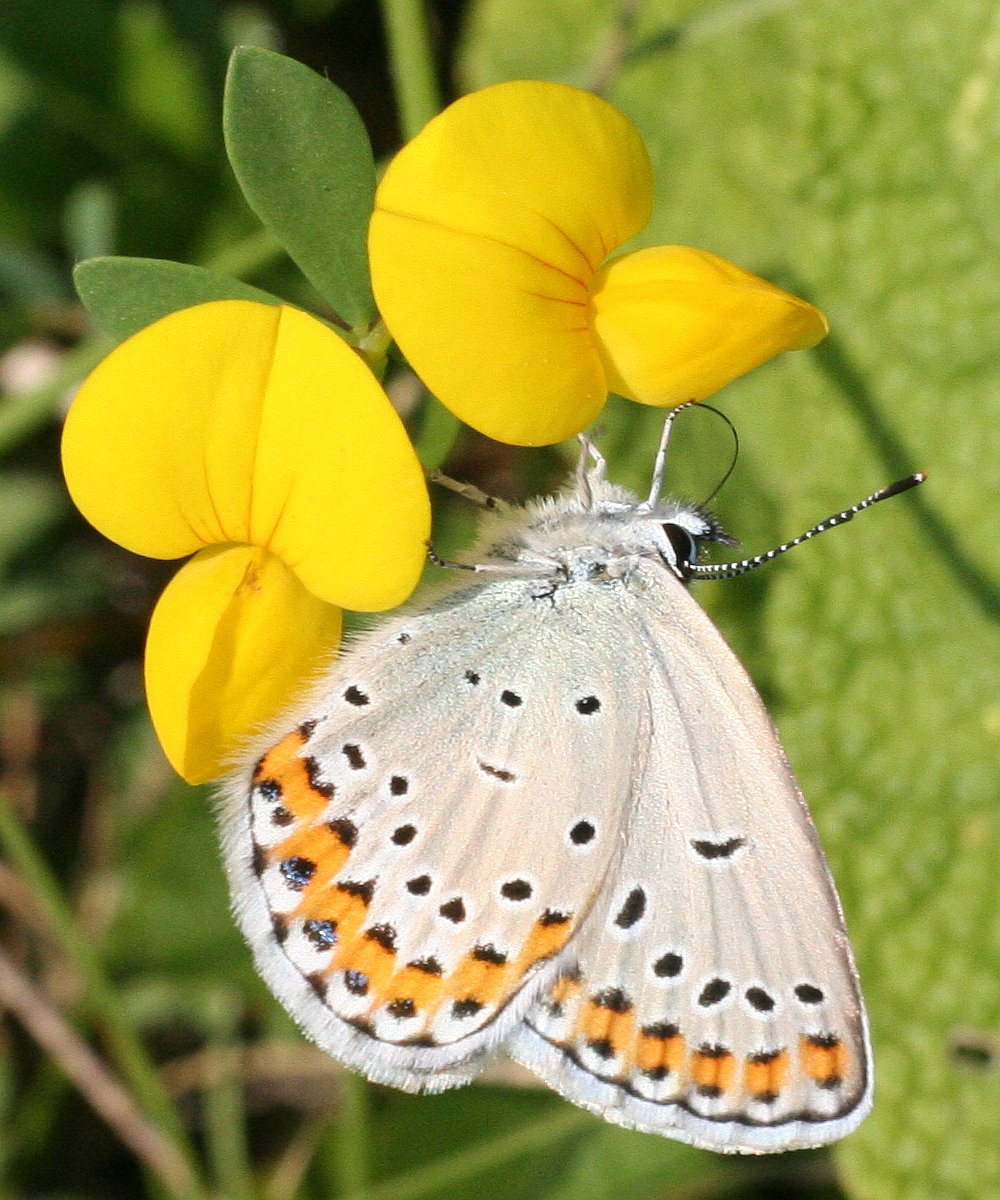
Самиця

Довжина переднього крила 14 — 16 мм. Розмах крил до 30 мм. Самиці на верхній стороні крил нерідко бувають з блакитним напиленням. У самців сріблясті лусочки в центрі маргінальних чорних крапок в передній частині крила іноді відсутні, і тоді залишається тільки одна вічкаста пляма в осередку Сu1-Cu2. Дрібні самці зовнішнім виглядом дуже схожі на Plebejus idas.

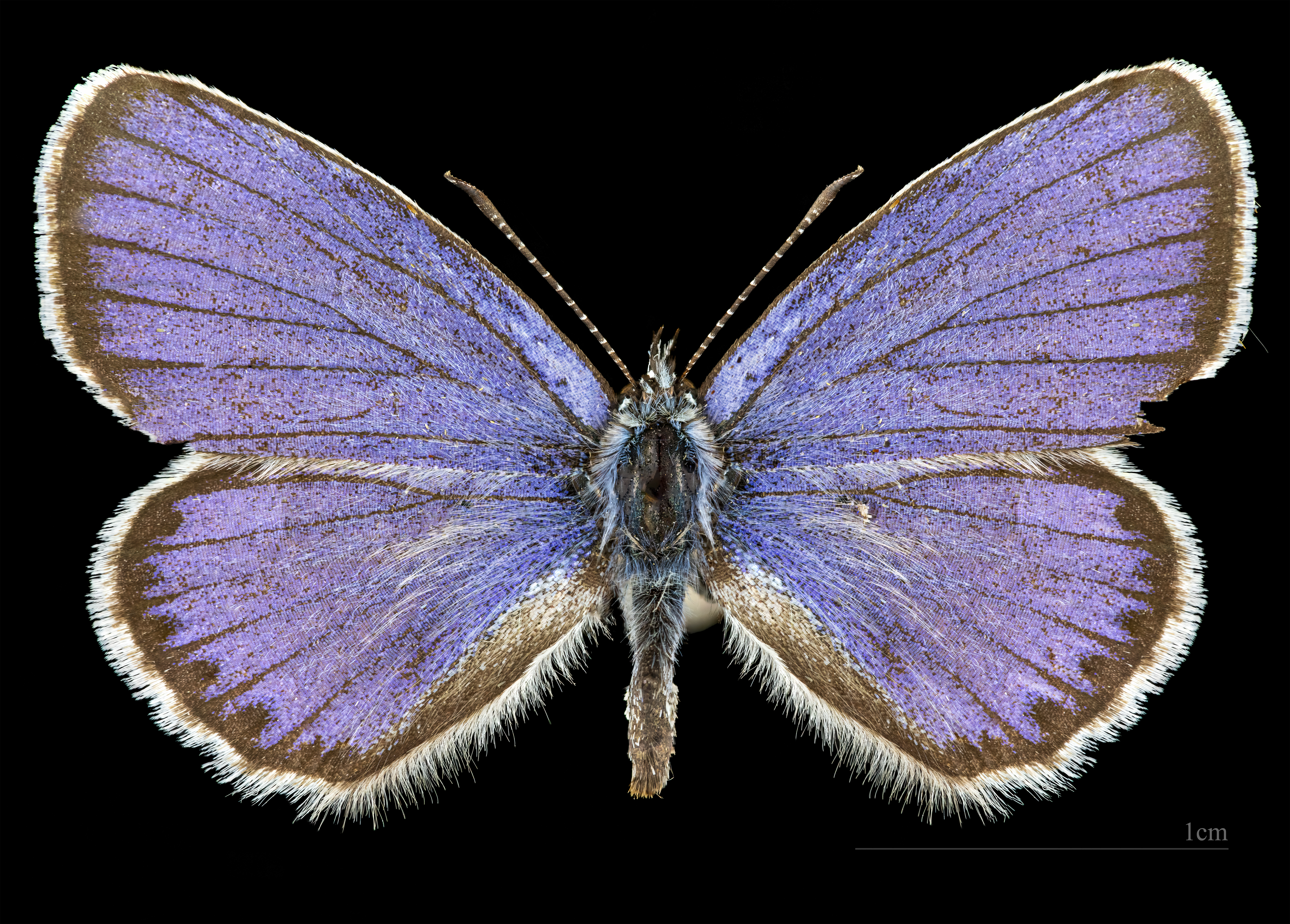
Plebejus a. argyrognomon ♂
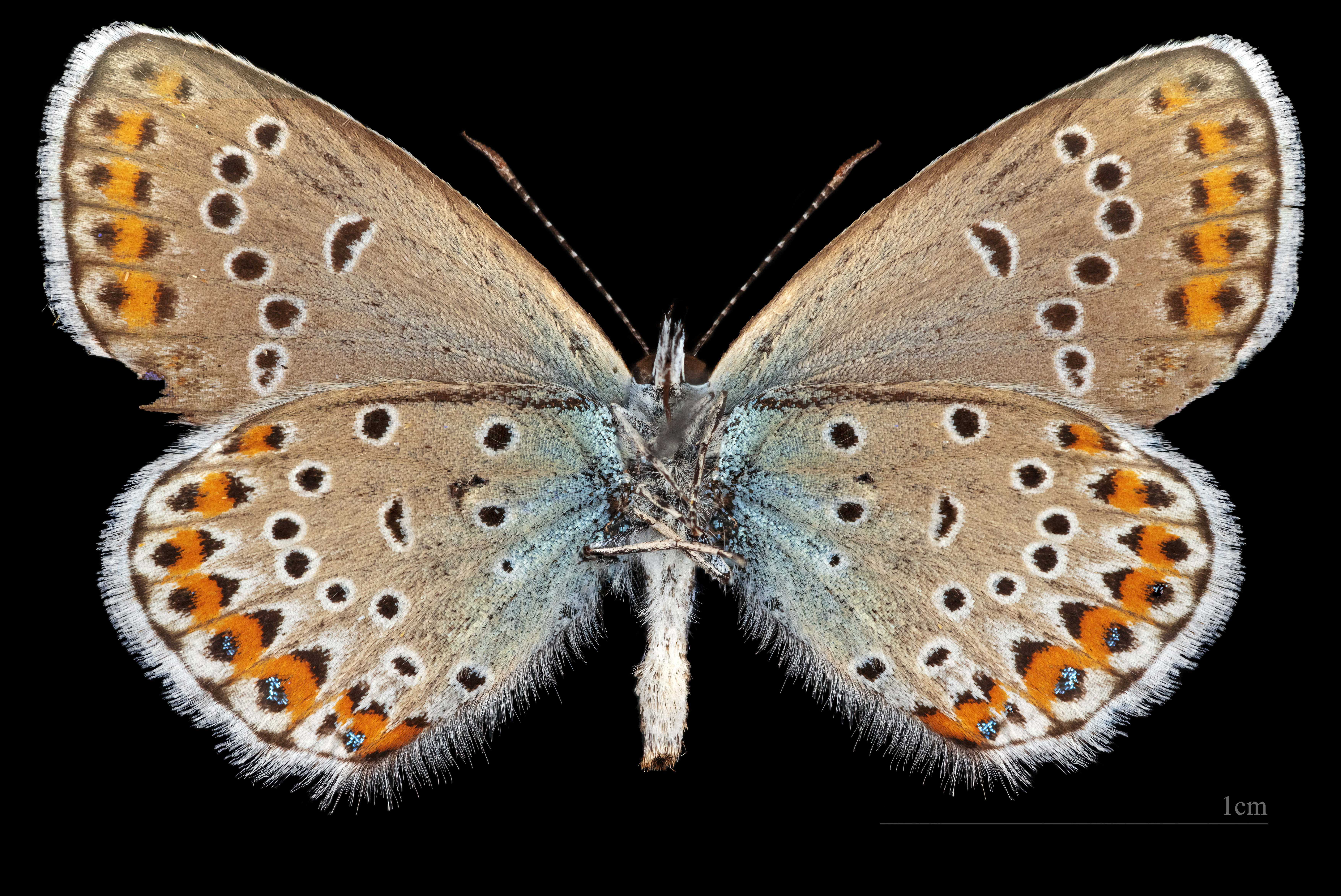
♂ △
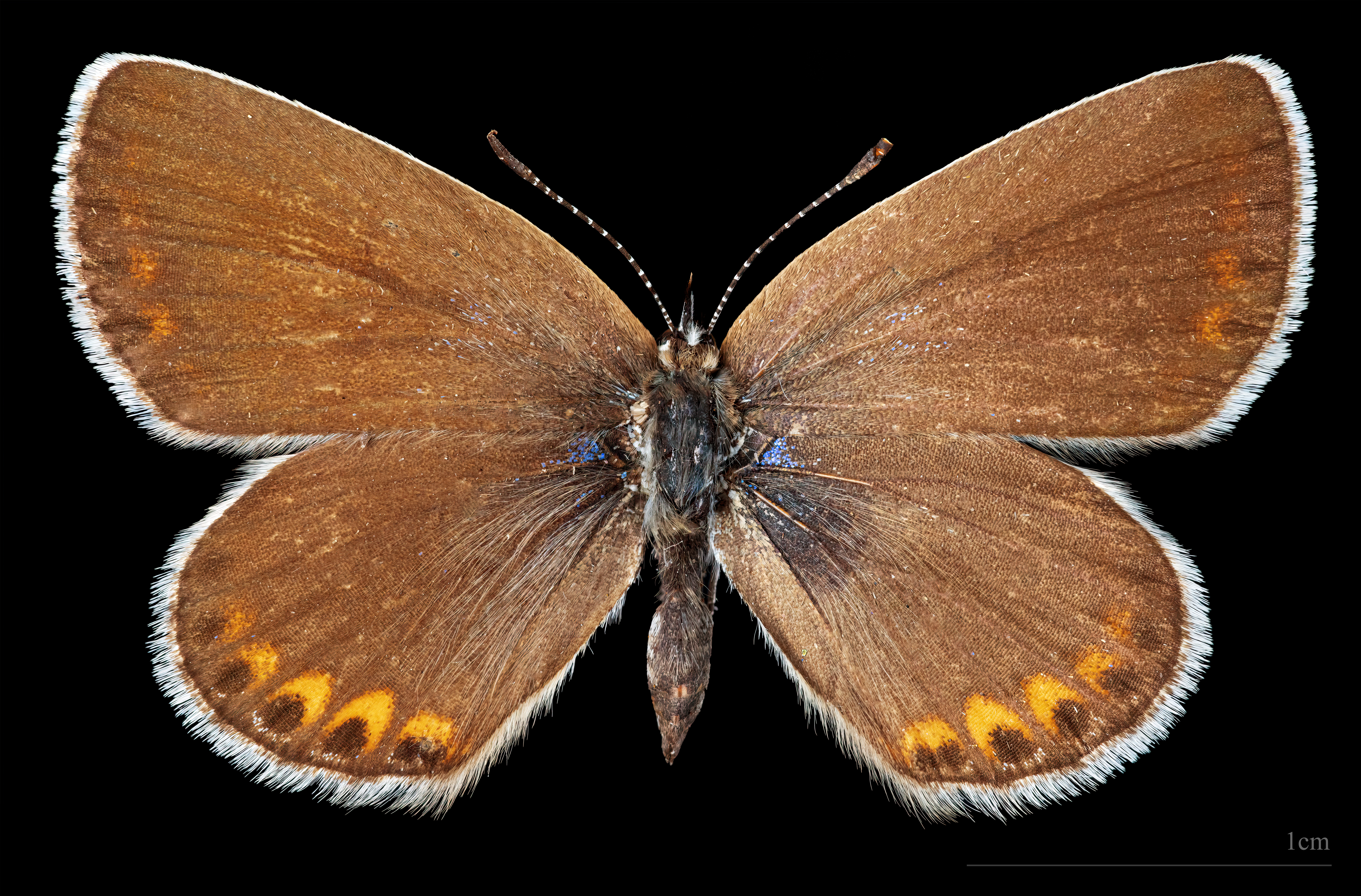
♀
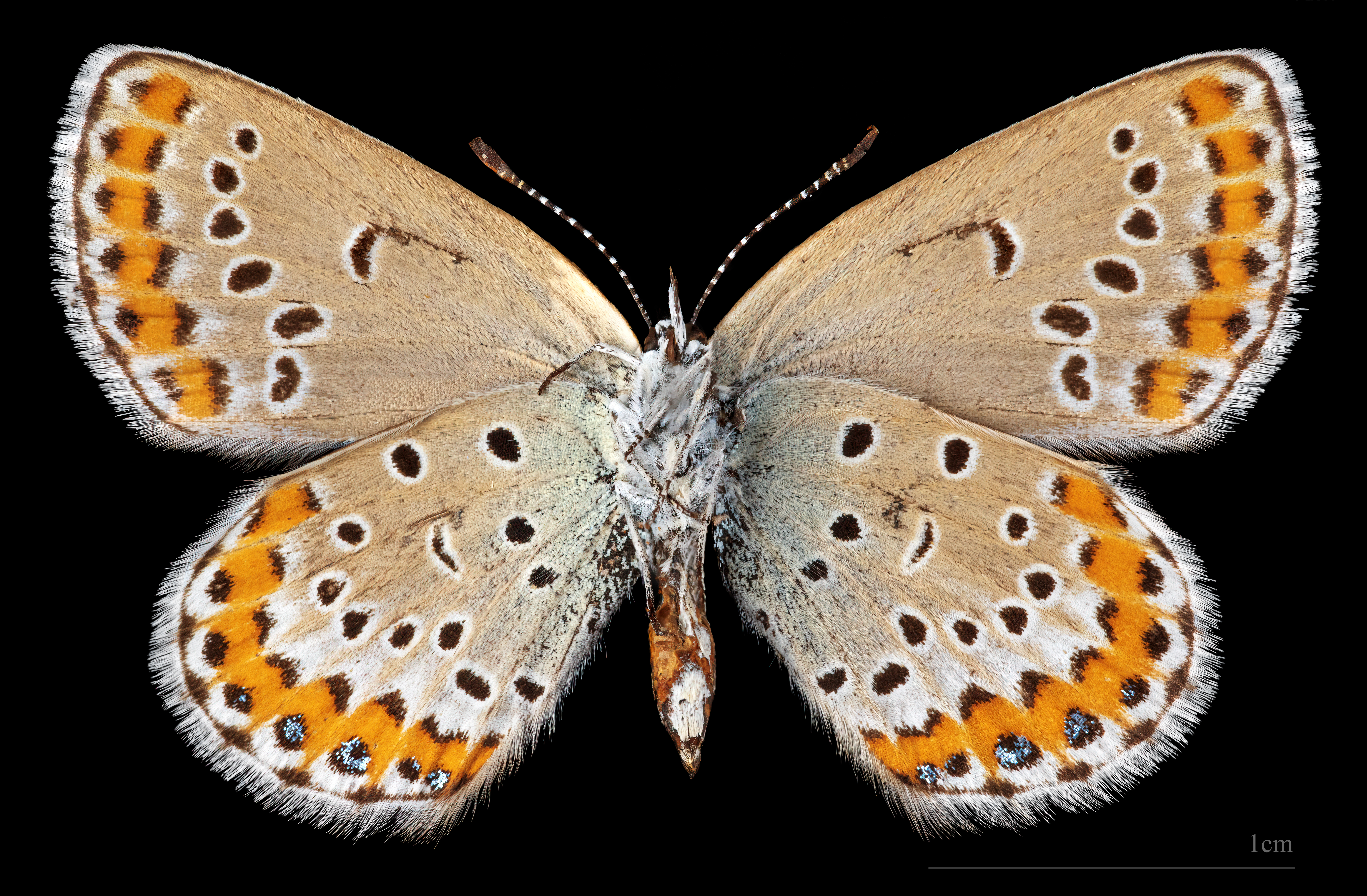
♀ △

## Спосіб життя
Населяє степові луки, зазвичай по схилах з виходами вапняків; в лісовій зоні — аналогічні біотопи, але також близько соснових лісів на пісках. Метелики літають з середини травня по вересень; харчуються на квітках різних трав і нерідко сідають на вологий ґрунт; відрізняються порівняно неквапливим польотом і невисокою лякливістю. Розвиток в 2-3 генераціях. Кормовими рослинами гусені є різні види бобових. Гусениці можуть переноситися в мурашники мурахами Lasius niger, Lasius alienus, Myrmica scabrinodis, Myrmica sabuleti, Camponotus vagus; заляльковуються або в них, або на землі в сховищах з листя. Зимує яйце зі сформованою гусеницею або молода гусениця.